# Stavros Dimas

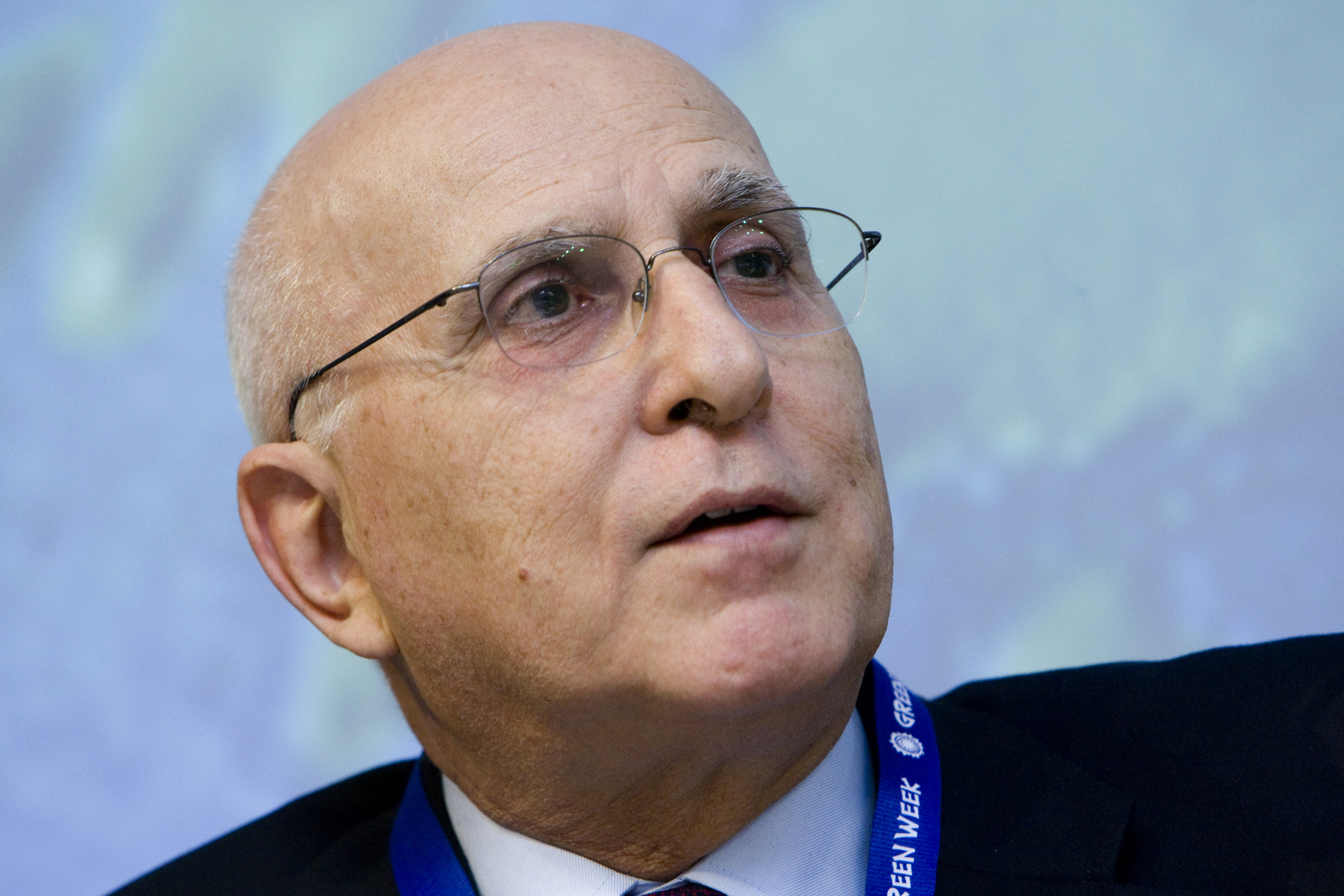
Stavros Dimas.

Stavros Dimas, född 30 april 1941 i Aten, är en grekisk politiker och tidigare EU-kommissionär. Han var mellan november 2011 och maj 2012 Greklands utrikesminister. Han är medlem i det konservativa partiet Ny demokrati.
Dimas är jurist från New York University. Han har innehaft flera ministerposter sedan 1977 och bland annat varit handelsminister 1980-1981, jordbruksminister 1989-1990 och näringsminister 1990-1991. Han tjänstgjorde från mars till november 2004 i Prodi-kommissionen som kommissionär med ansvar för sysselsättning och socialpolitik sedan tidigare grekiska kommissionären Anna Diamantopoulou avgått. I samband med Kommissionen Barroso I:s tillträde utnämndes Dimas till kommissionär med ansvar för miljö. Hans fyra prioriteringar inom området var att bekämpa klimatförändringarna, upprätthålla biologisk mångfald, hälsa och hållbar utveckling. Han har betonat vikten av Kyotoprotokollet, Natura 2000 och REACH. Han avgick som EU-kommissionär i samband med att Kommissionen Barroso II tillträdde den 10 februari 2010. 
Dimas var i december 2014 kandidat till att bli Greklands president, men fick i den sista omröstningen i parlamentet inte tillräckligt stöd, 168 röster av 300 istället för de 180 som krävdes. Detta ledde till att parlamentet upplöstes och ett nyval utlystes till januari 2015.